# Großer Preis von Bahrain 2020
Der Große Preis von Bahrain 2020 (offiziell Formula 1 Gulf Air Bahrain Grand Prix 2020) fand am 29. November auf dem Bahrain International Circuit in as-Sachir statt und war das 15. Rennen der Formel-1-Weltmeisterschaft 2020. Das Rennen wurde von einem schweren Feuerunfall Romain Grosjeans überschattet.

## Bericht

### Hintergründe
Nach dem Großen Preis der Türkei stand Lewis Hamilton mit 110 Punkten Vorsprung auf Valtteri Bottas als Weltmeister fest, Max Verstappen lag als Dritter 137 Punkte zurück. In der Konstrukteurswertung stand Mercedes mit 264 Punkten Vorsprung auf Red Bull Racing ebenfalls als Weltmeister fest, Racing Point lag als Dritter 350 Punkte zurück.
Der Große Preis von Bahrain war ursprünglich als zweites Rennen der Formel-1-Weltmeisterschaft 2020 geplant und sollte am 22. März stattfinden. Aufgrund der COVID-19-Pandemie wurde das Rennen zunächst auf unbestimmte Zeit verschoben. Am 25. August wurden die letzten vier Rennen des überarbeiteten Rennkalenders veröffentlicht. Darin enthalten war auch der Große Preis von Bahrain, der nun für den 29. November terminiert war.
Mit Sebastian Vettel (viermal) und Hamilton (dreimal) traten zwei ehemalige Sieger zu diesem Grand Prix an.
Als Rennkommissare für dieses Rennwochenende fungierten Garry Connelly (AUS), Loic Bacquelaine (BEL), Mika Salo (FIN) und Mazen Al Hilli (BHR).

### Training
Im ersten freien Training war Hamilton mit einer Rundenzeit von 1:29,033 Minuten Schnellster vor Bottas und Sergio Pérez.
Auch im zweiten freien Training erzielte Hamilton die Bestzeit, diesmal mit einer Rundenzeit von 1:28,971 Minuten. Zweiter wurde Verstappen vor Bottas. Das Training wurde wegen eines Unfalls von Alexander Albon und wegen eines freilaufenden Hundes auf der Strecke zweimal unterbrochen.
Im dritten freien Training war Verstappen mit einer Rundenzeit von 1:28,355 Minuten Schnellster vor Hamilton und Bottas.

### Qualifying
Das Qualifying bestand aus drei Teilen mit einer Nettolaufzeit von 45 Minuten. Im ersten Qualifying-Segment (Q1) hatten die Fahrer 18 Minuten Zeit, um sich für das Rennen zu qualifizieren. Alle Fahrer, die im ersten Abschnitt eine Zeit erzielten, die maximal 107 Prozent der schnellsten Rundenzeit betrug, qualifizierten sich für den Grand Prix. Die besten 15 Fahrer erreichten den nächsten Teil. Hamilton war Schnellster. Nicholas Latifi sowie die Haas- und Alfa-Romeo-Fahrer schieden aus.
Der zweite Abschnitt (Q2) dauerte 15 Minuten. Die schnellsten zehn Piloten qualifizierten sich für den dritten Teil des Qualifyings und mussten mit den hier verwendeten Reifen das Rennen starten, alle anderen hatten freie Reifenwahl für den Rennstart. Hamilton war erneut Schnellster. Der Abschnitt wurde kurzzeitig unterbrochen, nachdem Carlos Sainz jr. sein Fahrzeug aufgrund eines technischen Defekts an einer ungünstigen Stelle abstellte. Sainz setzte aufgrund dessen keine Zeit in diesem Abschnitt. Neben ihm schieden George Russell, Lance Stroll und die Ferrari-Fahrer aus.
Der letzte Abschnitt (Q3) ging über eine Zeit von zwölf Minuten, in denen die ersten zehn Startpositionen vergeben wurden. Hamilton fuhr mit einer Rundenzeit von 1:27,264 Minuten die Bestzeit vor Bottas und Verstappen. Es war die 98. Pole-Position für Hamilton in der Formel-1-Weltmeisterschaft, davon die zehnte in dieser Saison.

### Rennen
Das Rennen wurde bereits in der ersten Runde aufgrund eines schweren Unfalls von Grosjean unterbrochen. Nach einer Kollision mit dem AlphaTauri von Daniil Kwjat hatte Grosjeans Fahrzeug mit einer Geschwindigkeit von etwa 220 Kilometern pro Stunde die aus drei Streifen bestehende Leitplanke zwischen dem unteren und mittleren Streifen durchschlagen, wurde durch den Aufprall in zwei Teile gerissen und ging in Flammen auf. Beim Einschlag in die Leitplanke wirkten bisherigen Erkenntnissen zufolge etwa 53g auf das Fahrzeug und den Fahrer. Die Unfallstelle war nicht mit Reifenstapeln oder TecPro-Barrieren gesichert, da sie sich an der Innenseite des Ausgangs der Kurve befand, die unter normalen Umständen nicht mit einer solchen Wucht getroffen wird. Es war einer der schwersten Unfälle der jüngeren Formel-1-Geschichte. Dennoch erlitt Grosjean, der sich nach rund 28 Sekunden selbst aus dem brennenden, noch halb in der Leitplanke steckenden Cockpit retten konnte, lediglich erst- bis zweitgradige Verbrennungen an den Handrücken, sowie einige Prellungen und eine Bänderverletzung am linken Daumen. Bereits kurz nach dem Unfall war klar, dass das Halo-System Grosjean vor weitaus schlimmeren Verletzungen bewahrte, da der Titanbügel die Leitplanke nach oben drückte, als das Fahrzeug selbige durchbrach. In der Woche bis zum Großen Preis von Sachir wurden an mehreren Stellen, die bisher nur wenig oder gar nicht geschützt waren, weitere Reifenstapel aufgestellt.
In der dritten Runde des Rennens nach dem Restart berührten sich Kwjat und Stroll; daraufhin überschlug sich Stroll, blieb aber unverletzt. Der dritte Ausfall des Rennens ereilte Pérez, dessen Fahrzeug vier Runden vor Schluss einen kapitalen Motorschaden erlitt. Da Pérez’ Wagen dabei an einer ungünstigen Stelle zum Stehen kam, endete das Rennen hinter dem Safety-Car.
Hamilton gewann das Rennen vor Verstappen und Albon. Es war der 95. Sieg für Hamilton in der Formel-1-Weltmeisterschaft. Albon erzielte seine zweite Podestplatzierung. Die restlichen Punkteplatzierungen belegten Lando Norris, Sainz jr., Pierre Gasly, Daniel Ricciardo, Bottas, Esteban Ocon und Charles Leclerc. Die schnellste Rennrunde erzielte Verstappen, der damit einen zusätzlichen Punkt erhielt.
In der Fahrerwertung blieben die ersten drei Positionen unverändert. In der Konstrukteurswertung stand Mercedes bereits zuvor als Weltmeister fest. Red Bull Racing stand nun seinerseits als Vizeweltmeister fest, McLaren war nun wieder Dritter.

## Meldeliste
| Team                          | Nr. | Fahrer             | Chassis                            | Motor                              | Reifen |
| ----------------------------- | --- | ------------------ | ---------------------------------- | ---------------------------------- | ------ |
| Mercedes-AMG Petronas F1 Team | 44  | Lewis Hamilton     | Mercedes-AMG F1 W11 EQ Performance | Mercedes-AMG F1 M11 EQ Performance | P      |
| Mercedes-AMG Petronas F1 Team | 77  | Valtteri Bottas    | Mercedes-AMG F1 W11 EQ Performance | Mercedes-AMG F1 M11 EQ Performance | P      |
| Scuderia Ferrari              | 05  | Sebastian Vettel   | Ferrari SF1000                     | Ferrari 065                        | P      |
| Scuderia Ferrari              | 16  | Charles Leclerc    | Ferrari SF1000                     | Ferrari 065                        | P      |
| Aston Martin Red Bull Racing  | 33  | Max Verstappen     | Red Bull Racing RB16               | Honda RA620H                       | P      |
| Aston Martin Red Bull Racing  | 23  | Alexander Albon    | Red Bull Racing RB16               | Honda RA620H                       | P      |
| McLaren F1 Team               | 55  | Carlos Sainz jr.   | McLaren MCL35                      | Renault E-Tech 20                  | P      |
| McLaren F1 Team               | 04  | Lando Norris       | McLaren MCL35                      | Renault E-Tech 20                  | P      |
| Renault DP World F1 Team      | 03  | Daniel Ricciardo   | Renault R.S.20                     | Renault E-Tech 20                  | P      |
| Renault DP World F1 Team      | 31  | Esteban Ocon       | Renault R.S.20                     | Renault E-Tech 20                  | P      |
| Scuderia AlphaTauri Honda     | 26  | Daniil Kwjat       | AlphaTauri AT01                    | Honda RA620H                       | P      |
| Scuderia AlphaTauri Honda     | 10  | Pierre Gasly       | AlphaTauri AT01                    | Honda RA620H                       | P      |
| BWT Racing Point F1 Team      | 11  | Sergio Pérez       | Racing Point RP20                  | BWT Mercedes                       | P      |
| BWT Racing Point F1 Team      | 18  | Lance Stroll       | Racing Point RP20                  | BWT Mercedes                       | P      |
| Alfa Romeo Racing Orlen       | 07  | Kimi Räikkönen     | Alfa Romeo Racing C39              | Ferrari 065                        | P      |
| Alfa Romeo Racing Orlen       | 88  | Robert Kubica      | Alfa Romeo Racing C39              | Ferrari 065                        | P      |
| Alfa Romeo Racing Orlen       | 99  | Antonio Giovinazzi | Alfa Romeo Racing C39              | Ferrari 065                        | P      |
| Haas F1 Team                  | 08  | Romain Grosjean    | Haas VF-20                         | Ferrari 065                        | P      |
| Haas F1 Team                  | 20  | Kevin Magnussen    | Haas VF-20                         | Ferrari 065                        | P      |
| Williams Racing               | 63  | George Russell     | Williams FW43                      | Mercedes-AMG F1 M11 EQ Performance | P      |
| Williams Racing               | 06  | Nicholas Latifi    | Williams FW43                      | Mercedes-AMG F1 M11 EQ Performance | P      |
| Williams Racing               | 40  | Roy Nissany        | Williams FW43                      | Mercedes-AMG F1 M11 EQ Performance | P      |

Anmerkungen
1. 1 2  Der Alfa Romeo Racing mit der Startnummer 88 wurde im ersten freien Training für Kubica eingesetzt. Räikkönen übernahm das Fahrzeug anschließend für das restliche Rennwochenende mit seiner Startnummer 7.
2. 1 2  Der Williams mit der Startnummer 40 wurde im ersten freien Training für Nissany eingesetzt. Russell übernahm das Fahrzeug anschließend für das restliche Rennwochenende mit seiner Startnummer 63.

## Klassifikationen

### Qualifying
| Pos.                                                                      | Fahrer             | Konstrukteur              | Q1       | Q2         | Q3       | Start |
| ------------------------------------------------------------------------- | ------------------ | ------------------------- | -------- | ---------- | -------- | ----- |
| 01                                                                        | Lewis Hamilton     | Mercedes                  | 1:28,343 | 1:27,586   | 1:27,264 | 01    |
| 02                                                                        | Valtteri Bottas    | Mercedes                  | 1:28,767 | 1:28,063   | 1:27,553 | 02    |
| 03                                                                        | Max Verstappen     | Red Bull Racing-Honda     | 1:28,885 | 1:28,025   | 1:27,678 | 03    |
| 04                                                                        | Alexander Albon    | Red Bull Racing-Honda     | 1:28,732 | 1:28,749   | 1:28,274 | 04    |
| 05                                                                        | Sergio Pérez       | Racing Point-BWT Mercedes | 1:29,178 | 1:28,894   | 1:28,322 | 05    |
| 06                                                                        | Daniel Ricciardo   | Renault                   | 1:29,005 | 1:28,648   | 1:28,417 | 06    |
| 07                                                                        | Esteban Ocon       | Renault                   | 1:29,203 | 1:28,937   | 1:28,419 | 07    |
| 08                                                                        | Pierre Gasly       | AlphaTauri-Honda          | 1:28,971 | 1:29,008   | 1:28,448 | 08    |
| 09                                                                        | Lando Norris       | McLaren-Renault           | 1:29,464 | 1:28,877   | 1:28,542 | 09    |
| 10                                                                        | Daniil Kwjat       | AlphaTauri-Honda          | 1:29,158 | 1:28,944   | 1:28,618 | 10    |
| 11                                                                        | Sebastian Vettel   | Ferrari                   | 1:29,142 | 1:29,149   | –        | 11    |
| 12                                                                        | Charles Leclerc    | Ferrari                   | 1:29,137 | 1:29,165   | –        | 12    |
| 13                                                                        | Lance Stroll       | Racing Point-BWT Mercedes | 1:28,679 | 1:29,557   | –        | 13    |
| 14                                                                        | George Russell     | Williams-Mercedes         | 1:29,294 | 1:31,218   | –        | 14    |
| 15                                                                        | Carlos Sainz jr.   | McLaren-Renault           | 1:28,975 | keine Zeit | –        | 15    |
| 16                                                                        | Antonio Giovinazzi | Alfa Romeo Racing-Ferrari | 1:29,491 | –          | –        | 16    |
| 17                                                                        | Kimi Räikkönen     | Alfa Romeo Racing-Ferrari | 1:29,810 | –          | –        | 17    |
| 18                                                                        | Kevin Magnussen    | Haas-Ferrari              | 1:30,111 | –          | –        | 18    |
| 19                                                                        | Romain Grosjean    | Haas-Ferrari              | 1:30,138 | –          | –        | 19    |
| 20                                                                        | Nicholas Latifi    | Williams-Mercedes         | 1:30,182 | –          | –        | 20    |
| 107-Prozent-Zeit: 1:34,527 min (bezogen auf Q1-Bestzeit von 1:28,343 min) |                    |                           |          |            |          |       |

### Rennen
| Pos. | Fahrer             | Konstrukteur              | Runden | Stopps | Zeit        | Start | Schnellste Runde |
| ---- | ------------------ | ------------------------- | ------ | ------ | ----------- | ----- | ---------------- |
| 01   | Lewis Hamilton     | Mercedes                  | 57     | 3      | 2:59:47,515 | 01    | 1:32,864 (38.)   |
| 02   | Max Verstappen     | Red Bull Racing-Honda     | 57     | 4      | + 1,254     | 03    | 1:32,014 (48.)   |
| 03   | Alexander Albon    | Red Bull Racing-Honda     | 57     | 3      | + 8,005     | 04    | 1:33,684 (41.)   |
| 04   | Lando Norris       | McLaren-Renault           | 57     | 3      | + 11,337    | 09    | 1:33,588 (53.)   |
| 05   | Carlos Sainz jr.   | McLaren-Renault           | 57     | 3      | + 11,787    | 15    | 1:33,411 (46.)   |
| 06   | Pierre Gasly       | AlphaTauri-Honda          | 57     | 2      | + 11,942    | 08    | 1:34,817 (48.)   |
| 07   | Daniel Ricciardo   | Renault                   | 57     | 3      | + 19,368    | 06    | 1:32,827 (38.)   |
| 08   | Valtteri Bottas    | Mercedes                  | 57     | 4      | + 19,680    | 02    | 1:33,352 (28.)   |
| 09   | Esteban Ocon       | Renault                   | 57     | 3      | + 22,803    | 07    | 1:34,354 (37.)   |
| 10   | Charles Leclerc    | Ferrari                   | 56     | 3      | + 1 Runde   | 12    | 1:33,625 (44.)   |
| 11   | Daniil Kwjat       | AlphaTauri-Honda          | 56     | 3      | + 1 Runde   | 10    | 1:34,141 (35.)   |
| 12   | George Russell     | Williams-Mercedes         | 56     | 3      | + 1 Runde   | 14    | 1:35,042 (47.)   |
| 13   | Sebastian Vettel   | Ferrari                   | 56     | 3      | + 1 Runde   | 11    | 1:33,861 (41.)   |
| 14   | Nicholas Latifi    | Williams-Mercedes         | 56     | 3      | + 1 Runde   | 20    | 1:34,591 (39.)   |
| 15   | Kimi Räikkönen     | Alfa Romeo Racing-Ferrari | 56     | 3      | + 1 Runde   | 17    | 1:33,573 (43.)   |
| 16   | Antonio Giovinazzi | Alfa Romeo Racing-Ferrari | 56     | 3      | + 1 Runde   | 16    | 1:34,536 (22.)   |
| 17   | Kevin Magnussen    | Haas-Ferrari              | 56     | 4      | + 1 Runde   | 18    | 1:35,241 (29.)   |
| 18   | Sergio Pérez       | Racing Point-BWT Mercedes | 53     | 3      | DNF         | 05    | 1:33,629 (40.)   |
| –    | Lance Stroll       | Racing Point-BWT Mercedes | 2      | 1      | DNF         | 13    | –                |
| –    | Romain Grosjean    | Haas-Ferrari              | 0      | 0      | DNF         | 19    | –                |

## WM-Stände nach dem Rennen
Die ersten zehn des Rennens bekommen 25, 18, 15, 12, 10, 8, 6, 4, 2 bzw. 1 Punkt(e). Zusätzlich gab es einen Punkt für die schnellste Rennrunde, da der Fahrer unter den ersten zehn landete.

### Fahrerwertung
| Pos. | Fahrer           | Konstrukteur              | Punkte |
| ---- | ---------------- | ------------------------- | ------ |
| 01   | Lewis Hamilton   | Mercedes                  | 332    |
| 02   | Valtteri Bottas  | Mercedes                  | 201    |
| 03   | Max Verstappen   | Red Bull Racing-Honda     | 189    |
| 04   | Daniel Ricciardo | Renault                   | 102    |
| 05   | Sergio Pérez     | Racing Point-BWT Mercedes | 100    |
| 06   | Charles Leclerc  | Ferrari                   | 98     |
| 07   | Lando Norris     | McLaren-Renault           | 86     |
| 08   | Carlos Sainz jr. | McLaren-Renault           | 85     |
| 09   | Alexander Albon  | Red Bull Racing-Honda     | 85     |
| 10   | Pierre Gasly     | AlphaTauri-Honda          | 71     |
| 11   | Lance Stroll     | Racing Point-BWT Mercedes | 59     |

| Pos. | Fahrer             | Konstrukteur              | Punkte |
| ---- | ------------------ | ------------------------- | ------ |
| 12   | Esteban Ocon       | Renault                   | 42     |
| 13   | Sebastian Vettel   | Ferrari                   | 33     |
| 14   | Daniil Kwjat       | AlphaTauri-Honda          | 26     |
| 15   | Nico Hülkenberg    | Racing Point-BWT Mercedes | 10     |
| 16   | Kimi Räikkönen     | Alfa Romeo Racing-Ferrari | 4      |
| 17   | Antonio Giovinazzi | Alfa Romeo Racing-Ferrari | 4      |
| 18   | Romain Grosjean    | Haas-Ferrari              | 2      |
| 19   | Kevin Magnussen    | Haas-Ferrari              | 1      |
| 20   | Nicholas Latifi    | Williams-Mercedes         | 0      |
| 21   | George Russell     | Williams-Mercedes         | 0      |

### Konstrukteurswertung
| Pos. | Konstrukteur              | Punkte |
| ---- | ------------------------- | ------ |
| 1    | Mercedes                  | 533    |
| 2    | Red Bull Racing-Honda     | 274    |
| 3    | McLaren-Renault           | 171    |
| 4    | Racing Point-BWT Mercedes | 154    |
| 5    | Renault                   | 144    |

| Pos. | Konstrukteur              | Punkte |
| ---- | ------------------------- | ------ |
| 06   | Ferrari                   | 131    |
| 07   | AlphaTauri-Honda          | 97     |
| 08   | Alfa Romeo Racing-Ferrari | 8      |
| 09   | Haas-Ferrari              | 3      |
| 10   | Williams-Mercedes         | 0      |